# Eriogaster
Eriogaster (лат.) — род бабочек из семейства Коконопряды. Бабочки средней величины с толстым волосатым туловищем, гребневидными усиками у самцов. Самки крупнее самцов.

## Виды
- Eriogaster catax
- Eriogaster nippei
- Eriogaster czipkai
- Eriogaster pfeifferi
- Eriogaster daralagesia
- Eriogaster reshoefti
- Eriogaster rimicola
- Eriogaster lanestris
- Eriogaster arbusculae
- Eriogaster neogena
- Eriogaster henkei
- Eriogaster acanthophylli